# Družina československých válečných poškozenců
Družina československých válečných poškozenců byla organizace sdružující válečné invalidy, která vznikla v roce 1919 přejmenováním organizace Družina válečných invalidů zemí koruny svatováclavské vzniklé v roce 1917. Zanikla v roce 1952 sloučením několika obdobných spolků do Svazu československých invalidů.

## Stanovy
Tento spolek mohl používat svůj název buď v češtině – Družina československých válečných poškozenců, popřípadě německý – Vereinigung der čs. Kreigsbeschädigten mit dem Sitz in Prag. Jednalo se o spolek obecně prospěšný, nepolitický. Sídlem spolku byla Praha, jednací řečí byla čeština, slovenština, ale v osobním jednání a hlavně v písemném styku bylo možno používat i němčinu nebo maďarštinu. Působnost spolku se vztahovala na celou Československou republiku. Při svých jednáních, na různých slavnostech a sjezdech Družiny, také při pohřbech členů a účasti na různých slavnostech a o význačných státních svátcích a dnech používal svoji vlajku. Jednou za tři roky se konal valný sjezd Družiny a mohl být svolán kdekoliv v ČSR. Hlavním sídlem byla vojenská invalidovna v Praze-Karlíně.
Členem družiny mohl být každý válečný poškozenec v Československé republice, poválečný vojenský hrdina a pozůstalí po vojínech, jejichž smrt nastala následkem konání vojenské služby, ale i děti válečných poškozenců, které dovršily 18 let svého věku, žijící v Československé republice. O přijetí rozhodovalo představenstvo a každý člen platil zápisné a příspěvky. Při jejich neplacení, či pokud jednal člen proti snahám spolku nebo při jakémkoliv nečestném jednání mohl být ústředním výkonným výborem vyloučen.

## Činnost
Svým členům poskytoval spolek právní ochranu ve věcech týkajících se péče o válečné poškozence a při sporech, které vznikly z nároku na zákonné požitky. Pečoval o bezplatné poskytování veškerých léčebných a ortopedických pomůcek, pomáhal v domáhání se úhrady pro nemocné v domácím léčení či opatrování z veřejných prostředků. Zakládal a vedl sirotčince, útulky a ozdravovny pro válečné poškozence, členy a příslušníky jejich rodin. Pečoval o školení a výchovu válečných poškozenců a tím jim pomáhal zlepšovat jejich existenci a uplatnění na trhu práce. Dožadoval se pro své členy nebo skupiny o osvobození od daní a poplatníků, o prominutí zákonitého průkazu způsobilosti při zakládání různých živností výčepních, hostinských koncesí, družstevních, svépomocných a jiných ústavů, plakátovacích, čisticích atd. Domáhal se prvenství a přednostního práva pro válečné a poválečné poškozence a jejich děti při zadávání živnostenských prací, obchodů, služeb a zaměstnání vůbec. Domáhal se odejmutí prodejen tabáku (trafik) osobám, které na nich nebyly existenčně vázány a zadával je výhradně válečným poškozencům. Stejně tak usiloval o totéž při provozování kantýn a biografů. Zakládal a udržoval vlastní podpůrné fondy, jejichž účelem byla podpora členů v případě neštěstí, nemoci či úmrtí. Pečoval o hygienická zařízení bytů, eventuálně celých domů invalidních a vdovských v městech a podporoval družstevní stavebnictví válečných poškozenců. Organizoval dočasnou výměnu dětí chudých invalidů a vdov do zámožnějších rodin – zejména na venkov v období prázdnin; umísťoval je do léčebných ústavů a staral se také o jejich učební pomůcky a školné. Pečoval o kulturní a hospodářské zájmy svých členů a jejich dětí, spolupůsobil při akcích, které znamenaly sociální péči o poškozence, snažil se o součinnosti se stávajícími státními i soukromými orgány, které se zabývaly sociální péčí.